# Utetes rotundiventris
Utetes rotundiventris är en stekelart som först beskrevs av Thomson 1895.  Utetes rotundiventris ingår i släktet Utetes och familjen bracksteklar. Arten är reproducerande i Sverige. Inga underarter finns listade i Catalogue of Life.